# Mustapha Bundu
Mustapha Bundu (ur. 27 lutego 1997 we Freetown) – sierraleoński piłkarz, grający na pozycji napastnika w angielskim klubie Plymouth Argyle oraz w reprezentacji Sierra Leone. Uczestnik Pucharu Narodów Afryki 2021.

## Kariera piłkarska
Swoją piłkarską karierę Bundu rozpoczął w angielskim klubie Newquay. W sezonie 2014/2015 grał w nim w dziesiątej lidze angielskiej. W sezonie 2015/2016 grał w dziewiątoligowym Hereford. W 2016 roku przeszedł do duńskiego Aarhus GF. 23 października 2016 zadebiutował w jego barwach w Superligaen w przegranym 0:1 wyjazdowym meczu z Brøndby IF. W Aarhus występował do końca sezonu 2019/2020.
Latem 2020 Bundu został sprzedany za 2,8 miliona euro do Anderlechtu. W nim swój debiut ligowy zaliczył 13 września 2020 w wygranym 2:0 domowym spotkaniu z Cercle Brugge.
W styczniu 2021 Bundu został wypożyczony z Anderlechtu do FC København, w którym swój debiut zanotował 3 lutego 2021 w wygranym 3:2 wyjazdowym meczu z Aalborgiem. W FC København spędził pół roku.
Latem 2021 Bundu trafił na wypożyczenie do Aarhus GF.
| Sezon   | Klub           | Kraj   | Rozgrywki                    | Mecze | Gole |
| ------- | -------------- | ------ | ---------------------------- | ----- | ---- |
| 2014/15 | Newquay        | Anglia | South West Peninsula Premier | 1     | 2    |
| 2015/16 | Hereford       | Anglia | Midland Premier              | 29    | 26   |
| 2016/17 | Aarhus GF      | Dania  | Superligaen                  | 9     | 1    |
| 2017/18 | Aarhus GF      | Dania  | Superligaen                  | 28    | 4    |
| 2018/19 | Aarhus GF      | Dania  | Superligaen                  | 27    | 4    |
| 2019/20 | Aarhus GF      | Dania  | Superligaen                  | 27    | 8    |
| 2020/21 | RSC Anderlecht | Belgia | Eerste klasse A              | 9     | 0    |
| 2020/21 | FC København   | Dania  | Superligaen                  | 14    | 1    |
| 2021/22 | RSC Anderlecht | Belgia | Eerste klasse A              | 1     | 0    |
| 2021/22 | Aarhus GF      | Dania  | Superligaen                  | 17    | 3    |

## Kariera reprezentacyjna
W reprezentacji Sierra Leone Bundu zadebiutował 4 września 2019 w przegranym 1:3 meczu eliminacji do MŚ 2022 z Liberią, rozegranym w Monrovii. W 2022 roku został powołany do kadry na Puchar Narodów Afryki 2021. Rozegrał na nim trzy mecze grupowe: z Algierią (0:0), z Wybrzeżem Kości Słoniowej (2:2) i z Gwineą Równikową (0:1).